# Chlorophorus wewalkai
Chlorophorus wewalkai is een keversoort uit de familie van de boktorren (Cerambycidae). De wetenschappelijke naam van de soort werd voor het eerst geldig gepubliceerd in 1969 door Holzschuh.